# Jean Racine
Jean-Baptiste Racine (22 tháng 12 năm 1639 - 21 tháng 4 năm 1699), thường được biết tới với tên Jean Racine là một nhà viết kịch nổi tiếng của sân khấu Pháp thế kỉ 17. Với rất nhiều vở bi kịch xuất sắc, Racine cùng với Pierre Corneille được coi là hai nhà kịch tác gia cổ điển vĩ đại nhất nước Pháp.

## Tiểu sử
Jean Racine sinh ngày 22 tháng 12 năm 1639 tại La Ferté-Milon trong một gia đình quý tộc nhỏ, bố ông là một viên biện lý của tòa án, còn ông nội và cố nội là các thanh tra muối của vùng La Ferté-Milon và Crespy-en-Valois. Trở thành trẻ mồ côi khi mới 4 tuổi sau khi mẹ và bố ông lần lượt qua đời năm 1641 và 1643, Jean Racine được ông bà nuôi nấng cho đến năm 1649 khi đến lượt ông nội qua đời. Bà của Jean Racine chuyển vào Tu viện Port-Royal-des-Champs nơi Racine được một nữ tu nhận làm con nuôi. Jean Racine được giáo dục một cách khắc khổ theo những nguyên tắc của Giáo lý Giăng-xen (jansénisme) tại trường học của tu viện này. Bên cạnh những kiến thức về tôn giáo, ông cũng được học văn học, tiếng Hy Lạp và tiếng Latinh. Trong số giáo viên tại trường có những người nổi tiếng như Pierre Nicole, Claude Lancelot và Antoine Le Maître. Tuy vậy sân khấu gần như không được giới thiệu ở đây vì những người theo Giáo lý Giăng-xen coi đó là thứ nghệ thuật không thích hợp.
Năm 18 tuổi, Racine vào học Triết học tại Collège d'Harcourt, tiền thân của Lycée Saint-Louis nổi tiếng. Trong thời gian này ông bắt đầu sáng tác những bài thơ đầu tiên với ý định sẽ vừa trở thành một thầy tu, vừa làm văn sĩ, nhưng cuối cùng sau khi thất bại trong bước đường trở thành tu sĩ, Racine bắt đầu tập trung hết khả năng cho nghiệp cầm bút.

## Sự nghiệp
Vào, năm 1660, Jean Racine nhận được khoản trợ cấp đầu tiên từ Hoàng gia sau khi cho ra đời 3 bài thơ ca ngợi nhà vua: la Convalescence du Roi, la Renommée aux Muses và la Nymphe de la Seine. Năm 1664, vở kịch đầu tay của Racine, la Thébaïde, được công diễn với vai chính thuộc về Molière, tuy nhiên vở kịch không phải là một thành công lớn.
Vào năm 1665, vở kịch thứ hai Alexandre Đại đế (Alexandre le Grand) của Racine thành công khi được nhà vua yêu thích. Tác phẩm thứ ba của Racine, vở bi kịch Andromaque (1667) còn thành công vang dội đã đảm bảo cho tác giả của nó một vị trí vững chắc trong triều đình nước Pháp. Vào năm 1668, Jean Racine cho ra đời vở hài kịch duy nhất của ông, Les Plaideurs, trước khi quay lại với sở trường bi kịch và liên tiếp thành công với các vở Britannicus (1669), Bérénice (1670), Bajazet (1672), Mithridate  (1673), Iphigénie (1674) và Phèdre (1677).
Mệt mỏi với những chỉ trích và các âm mưu của giới sân khấu, sau thành công của vở kịch cuối cùng Phèdre, Jean Racine quyết định gác bút. Từ năm 1673 Racine được phong làm viện sĩ của Viện Hàn lâm Pháp (Académie française) và đến năm 1690 thì ông được phong tước. Vào năm 1677, cùng với Charles Boileau, Jean Racine được phong làm sử quan (historiographe) cho nhà vua. Cũng trong năm này, sau nhiều mối quan hệ với các nữ nghệ sĩ như La du Parc, La Champmeslé, Racine quyết định lập gia đình với Catherine de Romanet, hai người có với nhau 7 người con.
The lời đề nghị của Quý bà Françoise d'Aubigné, Jean Racine quay trở lại sáng tác hai vở bi kịch cho học sinh Trường võ bị Saint-Cyr, đó là Esther (1689) và Athalie (1691). Vào thời điểm đó, Racine là người chống lại sân khấu sống vì vậy ông chỉ coi các tác phẩm của mình như là những sáng tác văn học và tài liệu giảng dạy. Năm 1696, Jean Racine được thăng làm giám quan (conseiller-secrétaire) cho nhà vua và thường xuyên có những bài giảng cho hoàng gia.
Jean Racine qua đời ngày 21 tháng 4 năm 1699 vì một khối u. Theo đề nghị của Racine, ông được an táng tại Port Royal, sau khi Port Royal bị phá hủy, hài cốt của nhà viết kịch được chuyển về nhà thờ Saint-Étienne-du-Mont ở Paris.

## Tác phẩm

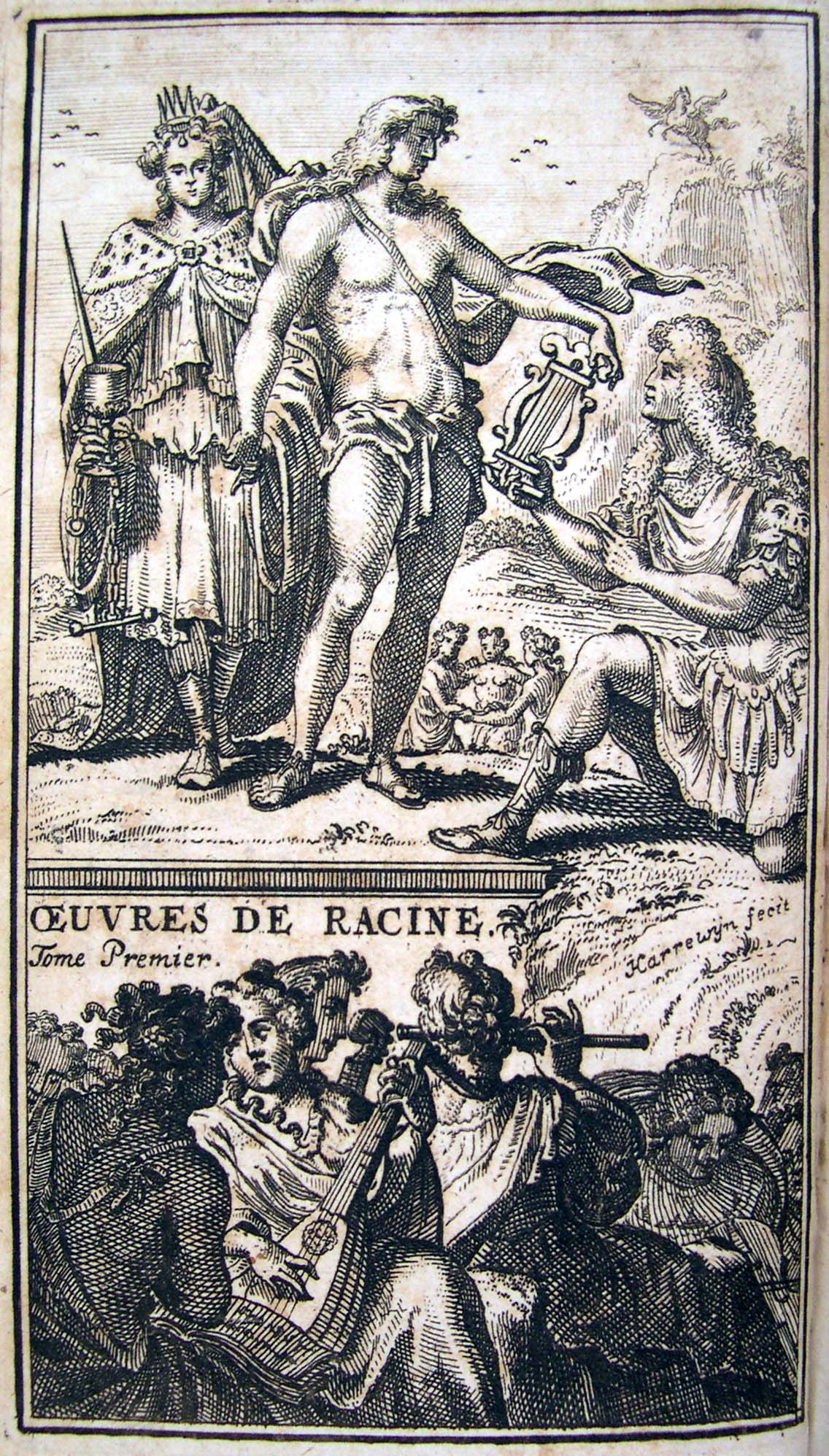
Bìa cuốn Tác phẩm của Racine (Œuvres de Racine) xuất bản năm 1700

| Danh sách các vở kịch của Jean Racine (theo thời gian) |                 |                      |
| Tên vở kịch                                            | Thể loại        | Ngày công chiếu      |
| La Thébaïde                                            | Bi kịch 5 hồi   | 20 tháng 6 năm 1664  |
| Alexandre Đại đế (Alexandre le Grand)                  | Bi kịch 5 hồi   | 4 tháng 12 năm 1665  |
| Andromaque                                             | Bi kịch 5 hồi   | 17 tháng 11 năm 1667 |
| Les Plaideurs                                          | Hài kịch ba hồi | Tháng 11 năm 1668    |
| Britannicus                                            | Bi kịch 5 hồi   | 13 tháng 12 năm 1669 |
| Bérénice                                               | Bi kịch 5 hồi   | 21 tháng 11 năm 1670 |
| Bajazet                                                | Bi kịch 5 hồi   | 5 tháng 1 năm 1672   |
| Mithridate                                             | Bi kịch 5 hồi   | 13 tháng 1 năm 1673  |
| Iphigénie                                              | Bi kịch 5 hồi   | 18 tháng 8 năm 1674  |
| Phèdre                                                 | Bi kịch 5 hồi   | 1 tháng 1 năm 1677   |
| Esther                                                 | Bi kịch 3 hồi   | 26 tháng 1 năm 1689  |
| Athalie                                                | Bi kịch 5 hồi   | 5 tháng 1 năm 1691   |